# زانا علی
زانا علی کرمی بازیکن معروف ایرانی است.

## فوتبال
- مشارکت‌کنندگان ویکی‌پدیا. «Zana Allée». در دانشنامهٔ ویکی‌پدیای انگلیسی، بازبینی‌شده در ۸ اکتبر ۲۰۱۴.